# En la ciudad de Sylvia
En la ciudad de Sylvia è un film del 2007 diretto da José Luis Guerín.

## Distribuzione
Il 5 settembre 2007 è stato presentato in anteprima alla 64ª Mostra internazionale d'arte cinematografica di Venezia, dove ha partecipato in concorso.